# Kárászi Margit
Kárászi Margit (Granek Istvánné) (Budapest, 1925. május 5. – Budapest, 1971. július 5.) magyar Európa-bajnoki ezüstérmes és kétszeres Európa-bajnoki bronzérmes evezős; gyors- és gépíró. Férje Granek István kajakozó, edző.

## Életpályája
1954-ig a Flotilla Sport Kör tagja volt. 1954–1959 között 7-szeres magyar bajnok volt. 1955–1959 között magyar válogatott volt. 1955–1960 között a Vasas evezőse volt. 1955-ben és 1958-ban Európa-bajnok 3. helyezett lett. 1956-ban a kormányos négypárevezős versenyszámban Európa-bajnoki 2. helyezett lett. 1959-ben Európa-bajnok 4. helyet ért el.
Sírja a Budapesten, az Új köztemetőben található (33/4-1-79).

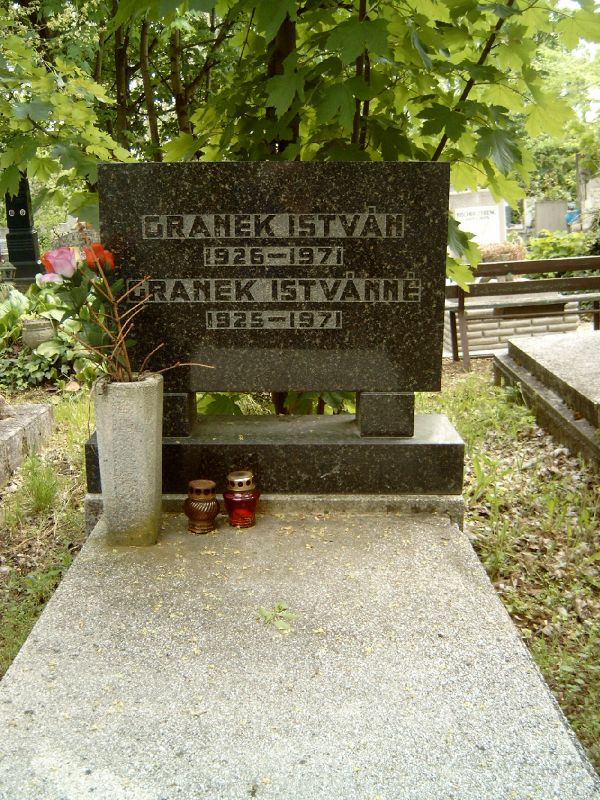
Granek István és Kárászi Margit sírja Budapesten. Új köztemető: 33/4-1-79.